# Helena Šikolová
Helena Šikolová   (Jablonec nad Nisou, 25 de març de 1949) és una esquiadora txeca, especialista en esquí de fons, que va competir sota bandera txecoslovaca durant la dècada de 1970. Fou la primera txeca en guanyar una medalla olímpica en esquí de fons. És mare de la també esquiadora Helena Balatková-Erbenová, esportista olímpica el 2002 i 2006 i sogra de Lukáš Bauer.
El 1972 va prendre part en els Jocs Olímpics d'Hivern de Sapporo, on disputà tres proves del programa d'esquí de fons. Guanyà la medalla de bronze en la prova dels 5 quilòmetres, rere Galina Kulakova i Marjatta Kajosmaa, mentre en els relleus 3x5 quilòmetres fou sisena i en els 10 quilòmetres setena.
En el seu palmarès també destaca el campionat txecoslovac dels 5 km de 1970.